# دیوین (ویرجینیای غربی)
دیوین (به انگلیسی: Davin) یک منطقهٔ مسکونی در ایالات متحده آمریکا است که در شهرستان لوگان، ویرجینیای غربی واقع شده‌است. دیوین ۶۸۳ نفر جمعیت دارد و ۲۴۵٫۹۸ متر بالاتر از سطح دریا واقع شده‌است.